# Lijst van gouverneurs van Skåne län
Dit is een lijst van gouverneurs van de provincie Skåne län in Zweden, in de periode 1997 tot heden. De provincie Skåne län ontstond toen Malmöhus län en Kristianstads län in 1997 werden samengevoegd. In het verleden, na de Vrede van Roskilde, bestond er een gouverneur-generaalschap Skåne van 1658-1719 en opnieuw van 1801-1809, tot 1680 van heel Skåneland en daarna alleen van Skåne.  Het Zweeds voor gouverneur is landshövding.

## Gouverneur-generaal
- Gustaf Otto Stenbock 1658–1664
- Gustaf Persson Banér 1664–1669
- Fabian von Fersen 1676–1677
- Göran Sperling 1677–1679
- Johan Gyllenstierna 1679–1680
- Rutger von Ascheberg 1680–1693
- Otto Vellingk 1693–1698
- Carl Gustaf Rehnskiöld 4 juli 1698 – 27 december 1705
- Magnus Stenbock 27 december 1705 – 1711
- Jacob Burenskiöld 1711–1716
- Carl Gustaf Skytte 1716–1719
- Carl Gustaf Hård 1717–1719
- Johan Christopher Toll 9 februari 1801 – 27 maart 1809

## Gouverneur
- Bengt Holgersson 1997–2005
- Göran Tunhammar 2006–2012
- Margareta Pålsson 2012–2016
- Anneli Hulthén sinds 2016

## Malmöhus län en Kristianstads län 1719-1996
- Lijst van gouverneurs van Malmöhus län
- Lijst van gouverneurs van Kristianstads län

Blekinge län · Dalarnas län · Gävleborgs län · Gotlands län · Hallands län · Jämtlands län · Jönköpings län · Kalmar län · Kronobergs län · Norrbottens län · Örebro län · Östergötlands län · Skåne län · Södermanlands län · Stockholms län · Uppsala län · Värmlands län · Västerbottens län · Västernorrlands län · Västmanlands län · Västra Götalands län